# Norvégien
Cet article concerne la langue norvégienne. Pour le peuple norvégien, voir Norvégiens. Pour le félin, voir Norvégien (chat).
Le norvégien (norsk en norvégien) est une langue germanique parlée en Norvège qui a pour racine historique le vieux norrois, utilisé depuis le Moyen Âge en Scandinavie. Le vieux norrois est aussi l'ancêtre direct du danois et du suédois modernes et a exercé une influence sensible sur le vieil anglais pour former l'anglais ; en France, il a fourni à l'ancien normand certains éléments de vocabulaire.
Le norvégien actuel comporte en réalité un grand nombre de dialectes qui diffèrent autant entre eux que le danois ou le suédois en diffèrent. Il existe deux standards concurrents à l'écrit :
- le bokmål (littéralement « langue des livres » ─ prononcé /ˈbûːk.moːl/), héritier du riksmål (littéralement « langue du royaume » ─ prononcé /ˈrɪ̀ks.moːl/) c’est-à-dire du norvégo-danois/dano-norvégien (norsk-dansk/dansk-norsk) élaboré pendant la longue période de domination danoise ;
- le nynorsk (« néo-norvégien » ─ prononcé /ˈnỳː.nɔʂk, /ˈnỳːn.ɔʁsk/), héritier du landsmål (littéralement « langue des campagnes » ou « langue nationale » ─ prononcé /lɑns.moːɽ/, /lɑns.moːl/), dont une variante moderne non officielle décrite plus « pure » mais « radicale » est dérivée, le høgnorsk (« haut norvégien » prononcé /ˈhø̂ːɡ.nɔʂk/) plus proche du vieux norrois (et opposée à la première réforme de 1917).

Ces deux normes écrites sont construites, l'une (le bokmål) étant plus proche des dialectes parlés dans le sud-est (région d'Oslo), l'autre (le nynorsk) étant plus proche des dialectes parlés sur la côte ouest (la « Norvège des fjords »). Ils sont utilisés (à l'écrit uniquement) plus ou moins en fonction de cette proximité.

## Histoire

### Histoire ancienne

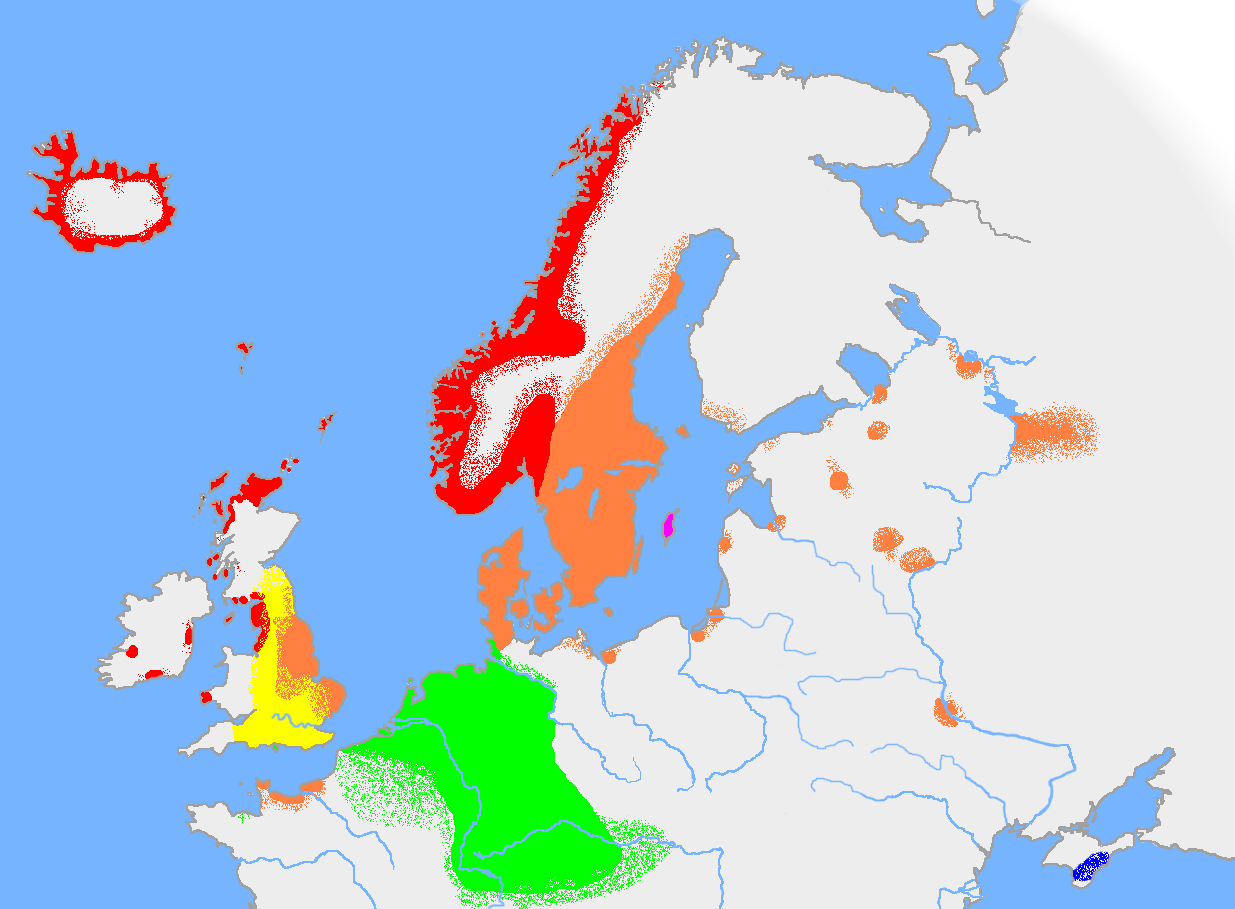
Extension approximative du vieux norrois et des langues dérivées au Xe siècle.
La zone en rouge montre l'aire de répartition du scandinave occidental, la zone orange celle du scandinave oriental. La zone rose représente l'aire du Gutnisk et la zone verte les langues germaniques ayant des correspondances avec le vieux norrois.

Le norvégien actuel dérive du vieux norrois, qui était la langue utilisée par les Vikings.
Vers 872. À cette époque, date à laquelle le roi Harald Hårfagre unifia la Norvège selon la tradition, on utilisait l'alphabet runique, et les pierres runiques de cette période indiquent que la langue connaissait alors peu de variations régionales.
Vers 1030, avec l'arrivée du christianisme en Norvège, consacré par l'inauguration de la cathédrale de Nidaros à Trondheim (an 1000), est introduit l'alphabet latin. Les premiers manuscrits en caractères latins apparaissent un siècle plus tard.
Le vieux norrois se scinde aussi en deux familles : le scandinave occidental (en Norvège, en Islande, au Groenland, aux îles Féroé et Shetland) et le scandinave oriental (au Danemark et en Suède).

### Du vieux au moyen norvégien
Les langues d'Islande et de Norvège, qu'on nomme alors vieux norvégien et vieil islandais, restent très proches jusque vers les années 1300 mais au XIVe siècle les différences entre vieil islandais et vieux norvégien s'accroissent.
Durant la période 1350-1525, le vieux norvégien évolue : la grammaire se simplifie, la syntaxe se fixe et du vocabulaire du moyen bas allemand est intégré. Le suédois et le danois subissent une influence similaire, au contraire du féroïen et de l'islandais. Durant cette période, les royaumes de Suède, Norvège et Danemark sont unifiés dans l'union de Kalmar. La Norvège est subordonnée au Danemark, et le danois devient la langue de l'élite et de la littérature puis, avec la Réforme, celle de la liturgie et de l'organisation ecclésiastique.

### Disparition du norvégien écrit
Durant le XVe siècle, les langues danoise et suédoise vont tenter d'influencer le norvégien. On passe alors du vieux au moyen-norvégien. Les derniers documents en moyen-norvégien sont des lettres datant de la fin du XVIe siècle. Le moyen-norvégien sous sa forme écrite disparaît ensuite mais reste vivant sous sa forme parlée à travers les dialectes de l'ouest de la Norvège et des montagnes. Ces mêmes dialectes sont ceux qui serviront plus tard à Ivar Aasen pour recréer une langue norvégienne écrite.

### Hégémonie linguistique danoise
À partir de 1450, le Danemark va tenter d'assimiler les langues norvégiennes et suédoises. Ce programme d'assimilation va d'abord consister à mettre des personnes de langue danoise aux postes de pouvoir politique et religieux. Ensuite l'idée était de remplacer les termes norvégiens par des termes danois. La Bible de Christian III et la littérature religieuse ne va pas susciter d'opposition en Norvège, ce qui privera la Norvège d'imprimerie.
Au cours du XIXe siècle, le danois connaît une « norvégianisation » (fornorskingen) et une simplification grammaticale. C'est ce dano-norvégien qui est devenu la langue maternelle des Norvégiens lorsque l'union avec le Danemark prend fin en 1814.
Une nouvelle union commence avec la Suède, mais durant tout le XIXe siècle, la Norvège tente d'émerger en tant que nation et la langue devient un enjeu politique.

### Histoire des deux standards à l'écrit de la langue norvégienne
La fin de l'union de la Norvège et du Danemark en 1814 et la formation d'une nouvelle union, la même année, avec la Suède, n'ont pas d'influence directe sur la langue écrite : la langue administrative et religieuse demeure le dano-norvégien. Dans les années 1840, nombre d'écrivains commencent toutefois à « norvégianiser » le danois en incorporant des mots décrivant les paysages et la culture norvégienne. L'orthographe et la grammaire sont progressivement modifiées.
Dans le même temps, un mouvement nationaliste et romantique milite pour le développement d'une nouvelle forme écrite du norvégien. Après cette période de romantisme patriotique effréné, certains veulent imposer un retour aux sources, c’est-à-dire au norvégien « originel » des campagnes ; mais les diverses institutions ne peuvent suivre ce mouvement, puisque toutes leurs archives étaient rédigées en danois.
La création d'un norvégien écrit est le résultat de l'ambition de deux écrivains, chacun selon une méthode différente : cette tension explique la coexistence, aujourd’hui, de deux graphies norvégiennes.
Ivar Aasen, un linguiste autodidacte commença dès l'âge de 22 ans ses travaux pour créer une nouvelle langue norvégienne à partir de ses voyages dans tout le pays — où il avait comparé les dialectes de différentes régions — et de l'étude de l'islandais, langue qui avait été préservée largement des influences extérieures. Il appelle le fruit de ses travaux, publiés dans plusieurs livres de 1848 à 1873, le landsmål (littéralement « langue nationale »).
Un autre écrivain, Knud Knudsen, part du dano-norvégien écrit dans lequel il incorpore des éléments du norvégien parlé par les élites. C'est cette version écrite de la langue qui prend le nom de riksmål (« langue du royaume ») en 1899.
Après la dissolution de l'union avec la Suède en 1905, les deux formes écrites continuent à se développer. Au cours du XXe siècle, une série de réformes orthographiques tend à rapprocher les deux formes, facilitant notamment l’utilisation de formes nynorsk en bokmål et réciproquement.
En 1929, le riksmål est officiellement renommé bokmål (« langue des livres »), et le landsmål fut renommé nynorsk (« nouveau norvégien ») — les anciennes désignations dano-norvégien et norvégien sont abandonnées au parlement, car le label danois était (et reste) très impopulaire parmi les utilisateurs du bokmål (riksmål). Cette adoption marque la reconnaissance officielle de deux graphies.
Le bokmål et le riksmål sont rapprochés via des réformes successives de 1917, 1938 et 1959 dans la perspective de fusionner le nynorsk avec le bokmål en une seule forme nommée samnorsk (norvégien commun). En 1946, un sondage montra que cette politique est soutenue par 79 % des Norvégiens d'alors.
Cependant, chacune des normes est défendue par des associations de sauvegarde comme le Riksmålsforbundet (1909). La réforme de 1938 avait suscité une forte opposition des partisans du bokmål, et surtout de l'introduction en son sein d'un genre féminin alors inusité, mais plus largement de toute idée de fusion en un standard écrit unique. Au lendemain de la Seconde Guerre mondiale, dès 1945, est fondée la Foreldsreaksjonen mot samnorsk. Avec les autres opposants à la politique officielle, ils organisent un mouvement massif de protestation contre le samnorsk dans les années 1950, en combattant particulièrement l'utilisation de formes « radicales » dans les livres scolaires de texte en bokmål.
Soucieux de calmer cette querelle linguistique, le Storting (Parlement norvégien) institue en 1951 une commission linguistique, le Norsk språknemnd. Mais au sein de cette commission mixte, la politique samnorsk reste la même : une recherche de compromis et d'uniformisation qui aboutit en 1959 à une nouvelle norme pour les manuels scolaires ratifiée par le Storting. Or cette réforme reçoit le même accueil négatif que les précédentes. Toutefois, le débat commence à s'apaiser dans les années 1960 grâce à une politique de tolérance envers les formes de chaque norme écrite dans l'autre. En 1964 est nommé le comité Vogt, du nom de son président le linguiste Hans Vogt (en) : cette nouvelle instance change de ligne directrice et adopte le principe de coexistence des deux normes et d'acceptation de formes de l'une dans l'autre. Sur recommandation du comité Vogt, le Storting crée en 1970 une institution permanente, le Conseil de la langue norvégienne, chargé de veiller au maintien et aux évolutions du norvégien sous ses deux variantes écrites. L'unification sous forme du samnorsk est officiellement abandonnée en 2002[réf. nécessaire].
Alors qu'en 1917 on s'était contenté de regrouper les dialectes avec une orthographe commune dans l'un des deux groupes linguistiques, mais en laissant subsister des variantes locales, les réformes plus récentes de 1981 et 2003 (effective en 2005) du bokmål officiel permettent d'unifier les différences subsistant avec le riksmål (les différences résiduelles sont maintenant comparables à celles entre l'anglais britannique et l'anglo-américain).
Les utilisateurs des deux langues écrites ont résisté aux efforts de dilution des distinctions de leur langue écrite en général et de leur prononciation. Au cours des années, les normes pour le bokmål ont de plus en plus accommodé les anciennes formes du riksmål. De ce fait, certains ont préféré suivre une voie plus traditionnelle pour l'écriture du nynorsk, le høgnorsk (norvégien pur).

## Le norvégien d'aujourd'hui

### Situation actuelle des deux standards à l'écrit
- zones où le nynorsk est langue officielle
- zone où le bokmål est langue officielle
- zones neutres où les deux normes sont utilisées par l'administration

zones où le nynorsk est langue officielle
zone où le bokmål est langue officielle
zones neutres où les deux normes sont utilisées par l'administrationCarte des communes norvégiennes selon la norme linguistique qui y est officielle. Le bokmål domine à l'est et au nord ainsi que dans les agglomérations urbaines, mais les deux normes sont admises dans les grandes villes (Oslo, Trondheim, Bergen), sauf au sud-ouest de Stavanger, qui bien qu'étant en pleine zone nynorsk prescrit le bokmål à l'écrit.

Actuellement, le nynorsk est plus répandu dans les régions campagnardes du sud-ouest, de l’ouest, et aux montagnes de l'est de la Norvège, alors que le bokmål se rencontre dans l'est et dans le nord du pays, ainsi que dans presque toutes les régions urbaines.
Aujourd'hui, à l’école, les élèves apprennent nécessairement les deux langues qui sont obligatoirement proposées à l'enseignement dans le cycle primaire (grunnskolen) et doivent être capables de lire et de rédiger des documents dans chacune d’entre elles à partir de l'enseignement secondaire et supérieur. Près de 85,3 % des écoliers norvégiens reçoivent un enseignement primaire en bokmål, et 14,5 % en nynorsk. Sur les 433 municipalités de Norvège, 161 ont déclaré vouloir communiquer avec les autorités centrales en bokmål, 116 (représentant 12 % de la population) en nynorsk, les 156 autres restant neutres. Sur les 4 549 publications (parues en 2000), 92 % étaient en bokmål ou riksmål, 8 % en nynorsk. Les grands quotidiens nationaux (Aftenposten, Dagbladet et VG) sont publiés en bokmål uniquement. Quelques quotidiens régionaux (tels que Bergens Tidende et Stavanger Aftenblad) et nombre de journaux locaux utilisent les deux langues. Dag og Tid, hebdomadaire abordant des sujets plus profonds, est rédigé en riksmål et en nynorsk.
Cependant, d'autres influences régionales subsistent, et si à Oslo une rue s’appelle gate, à Kragerø (sud-ouest d’Oslo) on dit gade, tandis que dans le comté de l’Oppland, en direction de Lillehammer, on lit gutua sur les pancartes. Dans une grande partie du sud de la Norvège, pourquoi se dit hvorfor, mais au nord, dans le Finnmark, on entendra kvorfor voire kvifor dans certaines communes, le k initial étant nettement appuyé.
Noter accessoirement qu'il est de plus en plus courant d'entendre kanke parmi les nouvelles générations d'élèves, qui n'est autre que la contraction de kan ikke (“ne peux pas”), et est désormais considéré par les linguistes norvégiens comme un mot nouveau, et non un mot argotique (gatespråk).
Néanmoins, de solides divergences persistent entre les deux langues et un débat souvent enflammé persiste entre les tenants du nynorsk et ceux du bokmål, les premiers soutenant que le nynorsk, plus traditionnel et enraciné, serait plus proche du norvégien parlé, alors que les seconds mettent en avant le fait que les étrangers apprennent plus facilement le bokmål ; mais la question est encore loin d’être réglée.
Aussi, on admet généralement qu'il existe une grande variété de différences dialectales, au point qu'il est presque impossible de les dénombrer. Des différences grammaticales, syntaxiques, lexicales et phonétiques se produisent à des niveaux distincts des divisions administratives, au point que dans certains cas ils sont difficilement intelligibles aux locuteurs non avertis. Ces dialectes tendent à se régionaliser par enrichissement mutuel, mais on note un récent intérêt pour leur préservation.

### Différences entre le bokmål et le nynorsk
Ci-dessous figurent quelques phrases donnant une indication des différences entre le bokmål et le nynorsk, comparées avec :
- la forme historique riksmål (proche du danois) ;
- le danois lui-même ;
- la forme conservative høgnorsk (plus proche du suédois[réf. nécessaire]) ;
- le suédois lui-même ;
- l'anglais ;
- l'allemand ;
- le néerlandais ;
- le français.

| D=danois, R=riksmål, B=bokmål, N=nynorsk, H=høgnorsk, S=suédois | D=danois, R=riksmål, B=bokmål, N=nynorsk, H=høgnorsk, S=suédois                  | anglais, allemand, néerlandais         | français                              |
| --------------------------------------------------------------- | -------------------------------------------------------------------------------- | -------------------------------------- | ------------------------------------- |
| D/R/B                                                           | Jeg kommer fra Norge.                                                            | I come from Norway                     | Je viens de Norvège.                  |
| S                                                               | Jag kommer från Norge.                                                           | Ich komme aus Norwegen                 | Je viens de Norvège.                  |
| N/H                                                             | Eg kjem frå Noreg.                                                               | Ik kom uit Noorwegen.                  | Je viens de Norvège.                  |
| D                                                               | Hvad hedder han?                                                                 | What is he called (What is his name) ? | Comment s'appelle-t-il ?              |
| R/B                                                             | Hva heter han?                                                                   | What is he called (What is his name) ? | Comment s'appelle-t-il ?              |
| S                                                               | Vad heter han?                                                                   | Wie heißt er?                          | Comment s'appelle-t-il ?              |
| N/H                                                             | Kva heiter han?                                                                  | Wat is zijn naam (Hoe heet hij) ?      | Comment s'appelle-t-il ?              |
| D/R/B                                                           | Dette er en hest.                                                                | This is a horse.                       | Ceci est un cheval.                   |
| S                                                               | Detta är en häst.                                                                | Das ist ein Pferd                      | Ceci est un cheval.                   |
| N/H                                                             | Dette er ein hest.                                                               | Dit is een paard.                      | Ceci est un cheval.                   |
| D/R                                                             | Regnbuen har mange farver.                                                       | The rainbow has many colours.          | L'arc-en-ciel a beaucoup de couleurs. |
| B                                                               | Regnbuen har mange farger.                                                       | The rainbow has many colours.          | L'arc-en-ciel a beaucoup de couleurs. |
| S                                                               | Regnbågen har många färger.                                                      | The rainbow has many colours.          | L'arc-en-ciel a beaucoup de couleurs. |
| N                                                               | Regnbogen har mange fargar. (ou : Regnbogen er mangleta)[réf. nécessaire]        | Der Regenbogen hat viele Farben        | L'arc-en-ciel a beaucoup de couleurs. |
| H                                                               | Regnbogen hev mange fargar. (ou mieux : Regnbogen er manglìta)[réf. nécessaire]. | De regenboog heeft menige kleuren.     | L'arc-en-ciel a beaucoup de couleurs. |

## Écriture

### Graphies
Depuis une date relativement récente (tournant du XXe siècle), le norvégien (bokmål et nynorsk) a abandonné l’écriture gothique et les majuscules « à l’allemande » qui apparaissaient au début des substantifs.
Le norvégien utilise des graphies pouvant être déconcertantes pour le lecteur étranger :
- - sj correspond à notre son [ʃ] (chocolat). Cette graphie existe dans d'autres langues, comme le limbourgeois ou le néerlandais par exemple. Se retrouve aussi dans la forme skj avec la même prononciation : kanskje (“peut-être”), contraction de det kan skje (“cela est possible”), ou encore kanskje ya, kanskje nei (“peut-être que oui, peut-être que non”, proverbe nordmann).
  - kj correspond au [ç] allemand, comme dans le mot nicht. En norvégien, le son est assez répandu, et l’on le trouve dans par exemple kjøkken (“cuisine”), kjole (“robe”) et kjæreste (“chéri(e)”). Le son s’écrit parfois ki, comme dans kino (“cinéma”), kirke (pron. chirque, "église"), ou tj, comme dans tjern (“étang”). Dans quelques régions de Norvège de l’Est, le son a tendance à se confondre avec [ʃ], surtout parmi les jeunes ; ici, tous les mots écrits avec kj, ki ou tj sont prononcés comme s’ils étaient écrits avec sj ou skj.
- identiquement à ce qui se produit en allemand, le y ne correspond pas au ii du français médiéval hérité du latin, mais prend une sonorité nettement entre i et u : sy (“coudre”), fylke (“comté”, province administrative), byen ("la ville")
- la graphie o correspond à notre [u] (jour).

### Caractères supplémentaires
Le bokmål et le nynorsk utilisent trois caractères supplémentaires par rapport au français :
- le å (a rond en chef), code ASCII Alt+0229, qui correspond à un « o » assez ouvert, [ɔ], comme fort, ou loge, et non comme dans mot, ou auto ; au XIXe siècle et au début du XXe siècle, ce signe était remplacé dans les textes par la graphie aa ; (sous Microsoft Windows : Alt + 0229 ; Linux Ubuntu: AltGr + z)
- le ø (o barré, code ASCII Alt+0248, qui correspond à « eu », [œ], de sœur, jeune, œuf, instituteur, menteur, tracteur ("traktør") (et non le « eu », [ø], de euphémisme, jeu, peu)[réf. nécessaire] ; (sous Microsoft Windows : Alt + 0248 ; Linux Ubuntu: AltGr + s)
- et le æ (ligature ash), code ASCII Alt+0230, qui correspond à un « è », [ɛ] ou [æ], mais plus ouvert que dans claire, terre, colère, plus proche du « a » et à anglais « a » dans cat ou sad ; Linux Ubuntu : AltGr + g)

Ces trois caractères se retrouvent en danois ; mais lorsque l’on compare les deux langues, on constate que de nombreux æ sont devenus de simples e en norvégien, le bokmål ayant tendance à fermer et à avancer davantage les voyelles. Comme en danois, les trois caractères supplémentaires se trouvent à la fin de l'alphabet à l'ordre æ, ø, å. On les considère comme des lettres propres, et pas des lettres modifiées.
La lettre "å" est la dernière lettre de l'alphabet norvégien, elle a donné son nom au bourg de Å i Lofoten, le dernier village à l'extrémité des îles Lofoten, au bout de la voie européenne E10.
De nos jours, le å est encore parfois remplacé par la graphie aa (gaard ou gård, "jardin", maane ou måne, "lune", maaned ou måned, "mois"), graphie rencontrée le plus souvent dans les noms propres, qui ne sont pas touchés par les modifications orthographiques, et bien que les deux graphies soient enseignées sans distinction aux enfants. On le voit aussi où le matériel informatique ne comprend pas un clavier norvégien. Lorsque la graphie aa signifie le son o, on va l'alphabétiser comme un å ; c'est-à-dire à la fin de l'alphabet.

## Prononciation

### Phonétique
Le norvégien est une langue à accent de hauteur.

### Diphtongues et monophtongues dans bokmål et nynorsk
Les diphtongues de l'ancien norrois furent remplacées par des monophtongues dans le danois et aussi dans les dialectes de l'est de la Norvège. On voit cette différence dans l'écriture en bokmål et nynorsk des mots qui avaient des diphtongues en norrois:
- La diphtongue ei devient parfois e en bokmål.
- La diphtongue øy (du norrois ey) devient parfois ø en bokmål.
- La diphtongue au devient parfois ø en bokmål.

| norrois | nynorsk     | bokmål       | riksmål | danois | français |
| ------- | ----------- | ------------ | ------- | ------ | -------- |
| steinn  | stein       | stein (sten) | sten    | sten   | pierre   |
| lauss   | laus        | løs (laus)   | løs     | løs    | lâche    |
| eyra    | øyra (øyre) | øre          | øre     | øre    | oreille  |

## Grammaire

### Verbes
Les verbes se conjuguent en sept temps, et n’ont qu’une seule forme par temps, commune à toutes les personnes. Les temps qui sont utilisés en norvégien sont presens (présent), preteritum (prétérit), presens perfektum (passé composé), preteritum perfektum (plus-que-parfait), futurum (futur) futurm perfektum/1. kondisjonalis (futur antérieur/conditionnel présent) et preteritum futurum perfektum/2. kondisjonalis (conditionnel passé). Comme en anglais, le futur se fait en utilisant un auxiliaire. Les temps composés perfektum, preteritum perfektum et futurm perfektum sont utilisés comme en français, pour marquer un évènement du passé du temps du texte. Il y a quatre autres formes du verbe norvégien : infinitif, participe présent, participe passé et impératif.
Exemple : å være, « être », au présent de l’indicatif :
| bokmål           | nynorsk         | français         | bas saxon      | néerlandais     | anglais        | allemand        |
| ---------------- | --------------- | ---------------- | -------------- | --------------- | -------------- | --------------- |
| jeg er           | eg er           | je suis          | ik bün         | ik ben          | I am           | ich bin         |
| du er            | du er           | tu es            | du büst        | je bent         | you are        | du bist         |
| han, hun, det er | han, ho, det er | il, elle, on est | he, se, dat is | hij, ze, het is | he, she, it is | er, sie, es ist |
| vi er            | vi (me) er      | nous sommes      | wi sünd        | we zijn         | we are         | wir sind        |
| dere er          | de er           | vous êtes        | ji sünd        | jullie zijn     | you are        | ihr seid        |
| de er            | dei er          | ils, elles sont  | se sünd        | zij zijn        | they are       | sie sind        |

Il y a deux groupes de verbes réguliers : le groupe un et deux, en nynorsk surnommés le groupe d'a et le groupe d'e.
Exemple : å elske, « aimer » du groupe 1 et å kjøre (bokmål) å køyre (nynorsk) « conduire » du groupe 2. Comme on a déjà vu que le verbe se conjugue seulement en temps, ce tableau ne montre que le verbe conjugué. La première ligne est bokmål, la ligne au-dessous est nynorsk.
| infinitif     | présent | passé composé   | prétérit      | plus-que-parfait  | futur            | futur antérieur    | conditionnel                 | participe présent | participe passé | impératif | passif  |
| ------------- | ------- | --------------- | ------------- | ----------------- | ---------------- | ------------------ | ---------------------------- | ----------------- | --------------- | --------- | ------- |
| å elske       | elsker  | har elsket      | elsket        | hadde elsket      | skal elske       | skulle elske       | skulle (ha) elsket           | elskende          | elsket          | elsk      | elskes  |
| å elske/elska | elskar  | har elska       | elska         | hadde elska       | skal elske/elska | skulle elske/elska | skulle (ha/hava) elska       | elskande          | elska           | elsk      | elskast |
| kjøre         | kjører  | har kjørt       | kjørte        | hadde kjørt       | skal kjøre       | skulle kjøre       | skulle (ha) kjørt            | kjørende          | kjørt           | kjør      | kjøres  |
| køyre/køyra   | kjøyrer | har køyrt/køyrd | køyrte/køyrde | hadde køyrt/køyrd | skal køyre/køyra | skulle køyre/køyra | skulle (ha/hava) køyrt/køyrd | køyrande          | køyrt/køyrd     | køyr      | køyrast |

La plupart des verbes norvégiens se terminent en -e à l'infinitif. En nynorsk, on peut aussi choisir d'y avoir la terminaison -a ; la raison est que beaucoup de dialectes terminent l'infinitif en -a, et on souhaite que l'écriture reflète la langue parlée. De la même façon, pour les formes passées des verbes du deuxième groupe, on peut choisir entre les terminaisons -te, -t et -de, -d (l'utilisation de -de et -d se limite aux verbes dont le racine se termine par -l, -n, -m ou -r). L'auxiliaire ha souvent tombe au conditionnel, et donc on n'a que l'auxiliaire skulle au passé suivi de participe passé.
Tous les verbes en temps composés prennent l'auxiliaire å ha (avoir) ; pour quelques verbes, on peut utiliser l'auxiliaire å være (être), mais il n'y a aucun verbe avec lequel il faut l'utiliser, å ha est toujours possible et il est le plus utilisé.
Comme en allemand, il existe des verbes « forts » qui possèdent des prétérits et des participes passés particuliers.
La forme passif en bokmål s'utilise soit en tant qu'infinitif soit en tant que verbe indépendant au présent. En nynorsk le passif est exclusivement utilisé à l'infinitif. Pour faire le passif aux autres temps, le norvégien utilise plusieurs verbes : en bokmål on peut utiliser le verbe å være (être) ou le verbe å bli (devenir) comme auxiliaire suivi par le participe passé du verbe principal. En nynorsk une troisième forme existe utilisant le verbe å verte qui a le même sens que bli. Comme en français, le passif utilisant være (être) donne une impression du passé, c'est-à-dire, l'action que l'on décrit est complète : leksene er gjort (les devoirs sont faits), ce qui signifie que les enfants ont fini les devoirs que leur professeur leur a donnés. La forme utilisant bli ("devenir") ou en nynorsk, également, verte (même sens) signifie que l'action a lieu au même temps : leksene blir gjort (les devoirs se font), ce qui signifie que les enfants sont en train de faire leurs devoirs, mais n'ont pas fini quand cette remarque a été faite.

### Pronoms personnels
| bokmål    | bokmål    | bokmål          | nynorsk   | nynorsk            | nynorsk         | anglais   | anglais   | anglais         | néerlandais | néerlandais | néerlandais     | français  | français  | français        |
| nominatif | accusatif | pronom réfléchi | nominatif | accusatif          | pronom réfléchi | nominatif | accusatif | pronom réfléchi | nominatif   | accusatif   | pronom réfléchi | nominatif | accusatif | pronom réfléchi |
| --------- | --------- | --------------- | --------- | ------------------ | --------------- | --------- | --------- | --------------- | ----------- | ----------- | --------------- | --------- | --------- | --------------- |
| jeg       | meg       | meg             | eg        | meg                | meg             | I         | me        | myself          | Ik          | me          | mijzelf         | je        | me        | me              |
| du        | deg       | deg             | du        | deg                | deg             | you       | you       | yourself        | je          | jou         | jouwzelf        | tu        | te        | te              |
| han       | ham       | seg             | han       | han                | seg             | he        | him       | himself         | hij         | hem         | hemzelf         | il        | le        | se              |
| hun       | henne     | seg             | ho        | ho/henne           | seg             | she       | her       | herself         | ze          | haar        | haarzelf        | elle      | la        | se              |
| den       | den       | seg             | han/ho    | han/honom/ho/henne | seg             | it        | it        | itself          | het         | het         | zichzelf        | il/elle   | le/la     | se              |
| det       | det       | seg             | det       | det                | seg             | it        | it        | itself          | het         | het         | zichzelf        | il/elle   | le/la     | se              |
| vi        | oss       | oss             | vi/me     | oss                | oss             | we        | us        | ourselves       | we          | ons         | onszelve        | nous      | nous      | nous            |
| dere      | dere      | dere            | de        | dykk               | dykk            | you       | you       | yourselves      | jullie      | jullie      | jijzelve        | vous      | vous      | vous            |
| de        | dem       | seg             | dei       | dei                | seg             | they      | them      | themselves      | zij         | ze          | zijzelve        | ils/elles | les       | se              |

En norvégien, la forme est la même pour le complément d'objet direct et le complément d'objet indirect, aussi pour la troisième personne (en français « lui/leur »). Le pronom den en bokmål s'utilise pour un nom qui est masculin ou féminin, mais qui n'est pas une personne, par exemple bok (livre), qui est féminin, ou mat (nourriture), qui est masculin, sont remplacés par den. En nynorsk, comme en français, on utilise les mêmes pronoms que l'on utilise pour une personne, donc, le livre (toujours féminin en norvégien) est ho (elle) et la nourriture (toujours masculin) est han (il). En bokmål, pour les animaux, les deux sont valables. Au fur et à mesure que l'on connaît l'animal, on va utiliser un pronom plus « personnel », c'est-à-dire han ou hun, selon le genre de l'animal spécifique dont on parle. C'est-à-dire, pour son cheval (hest, le genre du mot est masculin), on utilise le pronom personnel suivant le genre de ce cheval-ci. S'il s'agit d'un mâle, han, s'il s'agit d'une femelle hun.
Le vouvoiement est possible en norvégien, mais rare, usité par un besoin de déférence : normalement, on s'adresse à quelqu'un en le tutoyant. Pour vouvoyer, en bokmål, on utilise la troisième personne du pluriel (comme en allemand). En nynorsk, on utilise la deuxième personne du pluriel (comme en français). Dans les deux cas, pour indiquer la politesse, les pronoms s'écrivent avec une majuscule : hyggelig å møte Dem (enchanté de faire votre connaissance). Selon les règles de la cour, on ne vouvoie pas le roi. On s'adresse à lui et aux membres de sa famille à la troisième personne du singulier. Normalement ça se fait en utilisant leur titre, et les pronoms de la troisième personne du singulier pour éviter la répétition. « Hva synes Kongen om X/Kva tenkjer Kongen om X? » (Que pense le Roi de X ?).

### Noms et articles
Le norvégien connaît trois genres : le féminin/masculin d’un côté, le neutre de l’autre. Jusqu’à une époque récente, on faisait encore la différence entre masculin et féminin ; mais, comme en danois, la tendance en bokmål est au passage du féminin au masculin, et il est donc grammaticalement correct de mettre les noms féminins au masculin. Certains locuteurs en bokmål choisissent de les différencier. Ceci donne à leur langage un certain effet : leur langue écrite devient plus proche de la langue parlée, bien que certains la qualifient de plus rurale. On trouve ainsi parfois ei strand au lieu de en strand (« une plage »), mais on retrouve cette variante également dans la forme définie : stranda se rencontre autant que stranden (« la plage »). Enfin, certains mots sont exceptionnellement restés au féminin : c’est par exemple le cas de ei sild, « un hareng » ou encore ei lue, lua, « un bonnet » (mais ces mots-ci pourraient également être écrits au masculin).
Contrairement à ce qui se produit en allemand, les noms ne se déclinent pas en bokmål ; en revanche, leur terminaison peut varier selon leur genre et leur nombre : et tre, trær (« un arbre, des arbres »).
De plus, l’article défini (singulier et pluriel), ainsi que l’article indéfini pluriel est postposé et enclitique (« collé » à la fin du substantif), comme en suédois, en danois, en féroïen ou en islandais : c’est cette disposition particulière qui produit un « effet de déclinaison » auprès du non-initié.

#### Exemples
NB: en skog ("une forêt") est masculin, mais ei seng ("un lit") est féminin.
| masculin   | masculin | masculin | masculin   | masculin | masculin | féminin  | féminin  | féminin  | féminin  | féminin | féminin     |
| indéfini   | indéfini | indéfini | défini     | défini   | défini   | indéfini | indéfini | indéfini | défini   | défini  | défini      |
| français   | bokmål   | nynorsk  | français   | bokmål   | nynorsk  | français | bokmål   | nynorsk  | français | bokmål  | nynorsk     |
| ---------- | -------- | -------- | ---------- | -------- | -------- | -------- | -------- | -------- | -------- | ------- | ----------- |
| une forêt  | en skog  | ein skog | la forêt   | skogen   | skogen   | un lit   | ei seng  | ei seng  | le lit   | senga   | senga/sengi |
| des forêts | skoger   | skogar   | les forêts | skogene  | skogane  | des lits | senger   | senger   | les lits | sengene | sengene     |

En bokmål, il est également possible de décliner les noms féminins au masculin. La différence va se voir seulement au singulier, car les formes plurielles en bokmål sont les mêmes pour un nom masculin et un nom féminin.
| neutre     | neutre   | neutre   | neutre     | neutre  | neutre      |
| indéfini   | indéfini | indéfini | défini     | défini  | défini      |
| français   | bokmål   | nynorsk  | français   | bokmål  | nynorsk     |
| ---------- | -------- | -------- | ---------- | ------- | ----------- |
| une table  | et bord  | eit bord | la table   | bordet  | bordet      |
| des tables | bord     | bord     | les tables | bordene | borda/bordi |

Les noms neutres qui ne comportent qu'une voyelle ne prennent pas de -er au pluriel indéfini. Par exemple : et glass (un verre), glass (des verres) ; et hus (une maison), hus (des maisons). À l'inverse, et vindu (une fenêtre), vinduer (des fenêtres).
Si un nom se termine avec un e inaccentué, le e tombe avant qu'on mette en place l'article défini ou pluriel. Un mot comme dame (femme) se décline: ei/en dame, dama/damen, damer, damene. Le mot femme traduit par kvinne (de genre féminin plutôt que dame, ce dernier rappelant généralement une femme mariée), se rencontre désormais le plus souvent sous les formes : en kvinne (de moins en moins ei kvinne), denne kvinna (de moins en moins denne kvinnen), kvinner, kvinnene. Si un nom se termine avec un e accentué, l'article se met après le e, comme dans le mot bre (glacier) : en/ein bre, breen, breer/brear, breene/breane. Dans les mots d'origine étrangère qui s'écrivent avec un accent, l'accent tombe dans la déclination : en/ein idé (idée), idéen, idéer/idéar, idéene/idéane.
Les adjectifs démonstratifs sont toujours utilisés avec l'article défini, alors qu'en danois et en suédois, ils sont utilisés seuls.
| bokmål             | nynorsk               | français                   | bokmål                  | nynorsk                   | français        |
| ------------------ | --------------------- | -------------------------- | ----------------------- | ------------------------- | --------------- |
| den musen/den musa | den musa/den musi     | cette souris/la souris-là  | denne musen/denne musa  | denne musa/denne musi     | cette souris-ci |
| den gutten         | den guten             | ce garçon/le garçon-là     | denne gutten            | denne guten               | ce garçon-ci    |
| det huset          | det huset             | cette maison/la maison-là  | dette huset             | dette huset               | cette maison-ci |
| de musene          | dei musene/dei mysene | ces souris/les souris-là   | disse musene            | desse musene/desse mysene | ces souris-ci   |
| de guttene         | dei gutane            | ces garçons/les garçons-là | disse guttene           | desse gutane              | ces garçons-ci  |
| de husene/de husa  | dei husa/dei husi     | ces maisons/les maisons-là | disse husene/disse husa | desse husa/desse husi     | ces maisons-ci  |

La forme sans l'article défini est vieillie, et donc on va la trouver dans les vieux textes. Il existe aujourd'hui une différence entre les formes sans et avec l'article défini : avec l'article défini, on parle d'un objet spécifique, mais sans l'article, on parle surtout d'une institution. « Den norske kirke » est l'Église de Norvège, l'église de l'État, or « den norske kirken » (ou également « den norske kirka ») est une église spécifique (un bâtiment) qui est norvégienne, par exemple l'église norvégienne à Paris.

### La morphosyntaxe nominale du nynorsk
Du point de vue de la morphologie nominale, la principale différence entre bokmål et nynorsk tient au nombre de genres : alors que le bokmål tend à n’en conserver que deux, le nynorsk, lui, fonctionne toujours avec les trois genres (masculin - féminin - neutre).
D’un point de vue syntaxique, le nynorsk préfère la périphrase prépositionnelle au génitif saxon pour indiquer l’appartenance : on dira en nynorsk boka til Anna (« le livre d’Anne »), alors que le bokmål utilisera la tournure Annas bok. La forme Anna si bok (« Anna son livre ») se voit aussi.

### Adjectifs
Comme pour les noms, la distinction principale se fait entre le neutre et le genre masculin-féminin, et entre la forme indéfinie au singulier et la forme définie au singulier et la forme pluriel. Le neutre est marqué par un -t final, quant à la forme définie et la forme plurielle, elles sont marquées par un -e final.
L'adjectif stor (grand, seulement avec un rapport à la taille d'un objet) peut avoir les formes suivantes :
| norvégien (bokmål)     | norvégien (nynorsk)       | français            |
| ---------------------- | ------------------------- | ------------------- |
| en stor gutt           | ein stor gut              | un grand garçon     |
| ei/en stor jente       | ei stor jente/jenta       | une grande fille    |
| et stort hus           | eit stort hus             | une grande maison   |
| den store gutten       | den store guten           | le grand garçon     |
| den store jenten/jenta | den store jenta           | la grande fille     |
| det store huset        | det store huset           | la grande maison    |
| store gutter           | store gutar               | des grands garçons  |
| store jenter           | store jenter/jentor       | des grandes filles  |
| store hus              | store hus                 | des grandes maisons |
| de store guttene       | dei store gutane          | les grands garçons  |
| de store jentene       | dei store jentene/jentone | les grandes filles  |
| de store husene/husa   | dei store husa/husi       | les grandes maisons |

On voit que les noms définis, quand ils sont accompagnés par un adjectif, prennent deux articles : un avant l'adjectif, et un à la fin du nom. En danois, on n'utilise qu'un seul article : celui avant l'adjectif. Le double article fait que, quand un nom est modifié par un adjectif, la distinction entre les articles le/la/les (fait par le suffixe) et les articles ce/cette/ces (fait par les articles avant les noms) n'existe plus.
Il n'y a qu'un seul[citation nécessaire] adjectif qui s'accorde au féminin, c'est l'adjectif liten (petit) ; il s'accorde selon le modèle suivant :
en liten gutt, ei lita jente, et lite hus ; den lille gutten ; små jenter ; de små guttene.
La forme définie, singulier est la même pour les trois genres ; au pluriel, liten devient små (aussi la même forme pour les trois genres).

### Gentilés
Rares sont les villes qui déclinent en adjectifs les noms de leurs habitants, mais pour chaque ville et commune, il y a un nom que l'on peut utiliser en se référant à ses habitants. Un habitant d'Oslo est qualifié osloborger, et n'a pas d'autre traduction en français qu'habitant d'Oslo. À Bergen, le résident est un bergenser. À Tromsø vit un tromsøværing. Un originaire du comté du Trøndelag (chef-lieu Trondheim) est appelé un trønder (le langage vernaculaire qui y est parlé est le trøndersk). Une personne de Stavanger est un siddis, et une personne de Sandnes est un sandnesgauk.
Cela étant, on utilise ces noms pour les habitants des régions : sørlending, vestlending, et østlendig (habitant du sud, de l'ouest et de l'est), qui ont les adjectifs correspondants : sørlandsk, vestlandsk, et østlandsk. Pour la Norvège du nord, il n'y a pas un tel gentilé, suivant la logique, il devrait être nordlending avec l'adjectif nordlandsk, mais ceux-ci sont utilisés pour les ressortisants du Nordland.

### Pronoms et adverbes interrogatifs
On retrouve en bokmål et en nynorsk la même série de pronoms interrogatifs qu’en allemand et en anglais :
| bokmål | nynorsk | traduction |
| ------ | ------- | ---------- |
| Hva?   | Kva?    | Quoi ?     |
| Hvem?  | Kven?   | Qui ?      |

Les adverbes interrogatifs suivent la formation des pronoms :
| bokmål   | nynorsk  | traduction |
| -------- | -------- | ---------- |
| Hvor?    | Kvar?    | Où ?       |
| Hvorfor? | Kvifor?  | Pourquoi ? |
| Hvordan? | Korleis? | Comment ?  |

Sur le passage de la graphie Hv en bokmål à Kv en nynorsk : en islandais, la graphie Hv se prononce précisément [kv] : voir par exemple Sigur Rós, « Flugufrelsarinn » (dans Ágætis Byrjun).

### Vocabulaire du bokmål
Pour un locuteur français, on peut distinguer trois strates principales dans le vocabulaire du bokmål :
- les mots d'origine germanique et/ou anglo-saxonne : par exemple le fameux tre, « arbre », clairement apparenté au tree anglais ; ou encore le verbe å like, « aimer, apprécier », parfait équivalent de l'anglais to like ; « sagesse » se dit visdom, comme wisdom en anglais (même racine que le verbe å vise, montrer, préciser, expliquer)… Les exemples de proximité entre le norvégien et l'anglais sont nombreux. Plus proches de l'allemand sont les noms terminés en -het, équivalent du suffixe germanique -heit : sikkerhet signifie « sûreté, sécurité », comme la Sicherheit allemande ; à l’hemmelighet (« secret ») norvégienne, correspond la Heimlichkeit allemande.
- les mots d'origine scandinave, que l'on retrouve en suédois et en danois, voire en islandais, mais pas dans les autres langues germaniques ; le nom donné à la fête de Noël, « Jul », en est un bon exemple. En fait, ce mot correspondait à la fête scandinave du solstice d’hiver (jól en norrois), sur laquelle est venue se greffer la fête de Noël au moment où l’ensemble de la péninsule a été christianisé. La fête de Noël tient son origine d'une très ancienne tradition finlandaise, où le personnage alors connu sous le nom de Nisse était au centre de la fête annuelle des enfants, et était représenté peu ou prou dans la tenue rouge et blanche que nous lui connaissons aujourd'hui.
- et les mots proprement norvégiens, finalement peu nombreux, bien qu'il en existe quelques-uns.

Comme toutes les langues européennes, le bokmål a également emprunté de nombreux termes au vocabulaire « international », ceux des pays d’Europe occidentale des XIXe et XXe siècles.
On retrouve aussi quelques mots clairement empruntés au français, quoique pas toujours reconnaissables au premier abord à cause des modifications orthographiques du XXe siècle, dont le but était d'avoir une orthographe très proche de la prononciation norvégienne:
- en sjåfør, c’est « un chauffeur ». (conducteur de taxi, par exemple) (La graphie sj correspond au « ch » français)
- en sjeselong, c'est non pas une « chaise longue », mais un fauteuil Récamier, une méridienne
- pommes frites peut être lu sur les enseignes de quelques vendeurs ambulants. Prononcer pomèss fritèss pour être compris
- on peut parfois lire chaussé deformé sous des panneaux de signalisation de certaines voies isolées dans des recoins provinciaux
- à la poste, on peut expédier un pli en rekommandé, réminiscence de la langue française comme langue officielle de l'Union Postale Universelle.

## Le norvégien et les autres langues scandinaves
Du fait de leur origine commune, le norvégien, le danois et le suédois sont restés assez proches et un Norvégien comprendra facilement les deux langues-sœurs à l'écrit ; à l’oral, certaines différences de prononciation peuvent néanmoins entraver la compréhension tant que l'on ne les connaît pas. De plus, il existe beaucoup de faux amis : par exemple, roligt signifiera calme pour un norvégien ou un danois mais ce mot signifiera amusant pour un suédois, le mot rar signifiera joli ou beauté en danois mais étrange en norvégien. En pratique, un Norvégien et un Suédois, ou un Norvégien et un Danois, discutent ensemble en parlant chacun leur langue et se comprennent correctement. Cependant, ces barrières de compréhension commencent à disparaître car beaucoup de programmes télévisés sont exportés entre les pays, ces derniers ne sont pas doublés mais seulement sous-titrés ce qui permet à chacun d'apprendre à reconnaître les différences de prononciation/faux amis de ses voisins.
L'intercompréhension entre Norvégiens et Islandais est en revanche plus limitée : si les Norvégiens cultivés saisissent grosso modo le sens d'un texte écrit en islandais, la langue orale leur est aussi étrangère que l'ancien français du XIIIe siècle l'est à un Français d'aujourd’hui. Cela tient au fait que linguistiquement parlant, l'islandais est toujours resté très proche du norrois médiéval.
Un pidgin de la région frontière entre la Norvège et la Russie, le russenorsk, fut pratiqué aux XVIIIe et XIXe siècles. C'était un mélange d'éléments norvégiens et russes, créé par des marchands et des chasseurs à la baleine provenant de la Norvège du nord et de la péninsule russe de Kola. Le manque d'une langue commune força la création d'un outil minimal de communication. Le russenorsk avait une grammaire rudimentaire et un vocabulaire assez limité, composé pour la plupart des mots essentiels pour le commerce et la pêche arctique.

## Exemples

### Vocabulaire
| Français | Norvégien bokmål | Prononciation française |
| -------- | ---------------- | ----------------------- |
| terre    | jord             | iourd                   |
| ciel     | himmel           | 'himèl                  |
| eau      | vann             | van'                    |
| feu      | brann            | bran'                   |
| homme    | mann             | man'                    |
| femme    | kvinne           | kviné                   |
| manger   | spise            | spisé                   |
| boire    | drikke           | dri-ke                  |
| grand    | stor             | stour                   |
| petit    | liten            | liteun                  |
| nuit     | natt             | natte                   |
| jour     | dag              | dague                   |

### Exemples littéraires
- Riksmål
  - Jeg gik ind gjennem skogen, jeg begyndte å røres til tårer og var henrykt, jeg sa hele tiden: Gud i himlen at jeg skulde komme hit igjen ! Knut Hamsun, Under høststjærnen, 1906
  - (Je pénétrai dans la forêt, je commençai à être ému aux larmes et plein de ravissement, je ne cessais de répéter : Dieu du ciel, fais que je puisse revenir ici !) Knut Hamsun, Sous l’étoile d’automne, 1906
- Bokmål
  - Jeg skal fortelle deg noe du ikke vet. Minst to tredjeparter av de som gifter seg ødelegger sitt og motpartens liv. Arthur Omre, Hun, den første; 1957
  - (Je vais te dire quelque chose que tu ne sais pas. Au moins les deux tiers de ceux qui se marient détruisent leur vie et celle de leur partenaire.) Arthur Omre, Elle, la première, 1957
- Nynorsk
  - Eg blir reddare kvar gong, trur eg, for det blir farlegare kvar gong. Hege sit i kjøkkenet og er ikkje det minste redd. Ikkje redd noken ting. Tarjei Vesaas, Fuglane, 1957
  - (J’ai à chaque fois plus peur, je crois, car c’est chaque fois plus dangereux. Hege est assise dans la cuisine et n’a pas peur du tout. Elle n’a peur de rien.) Tarjei Vesaas, Les oiseaux, 1957